# Tamworth (Nova Gales do Sul)

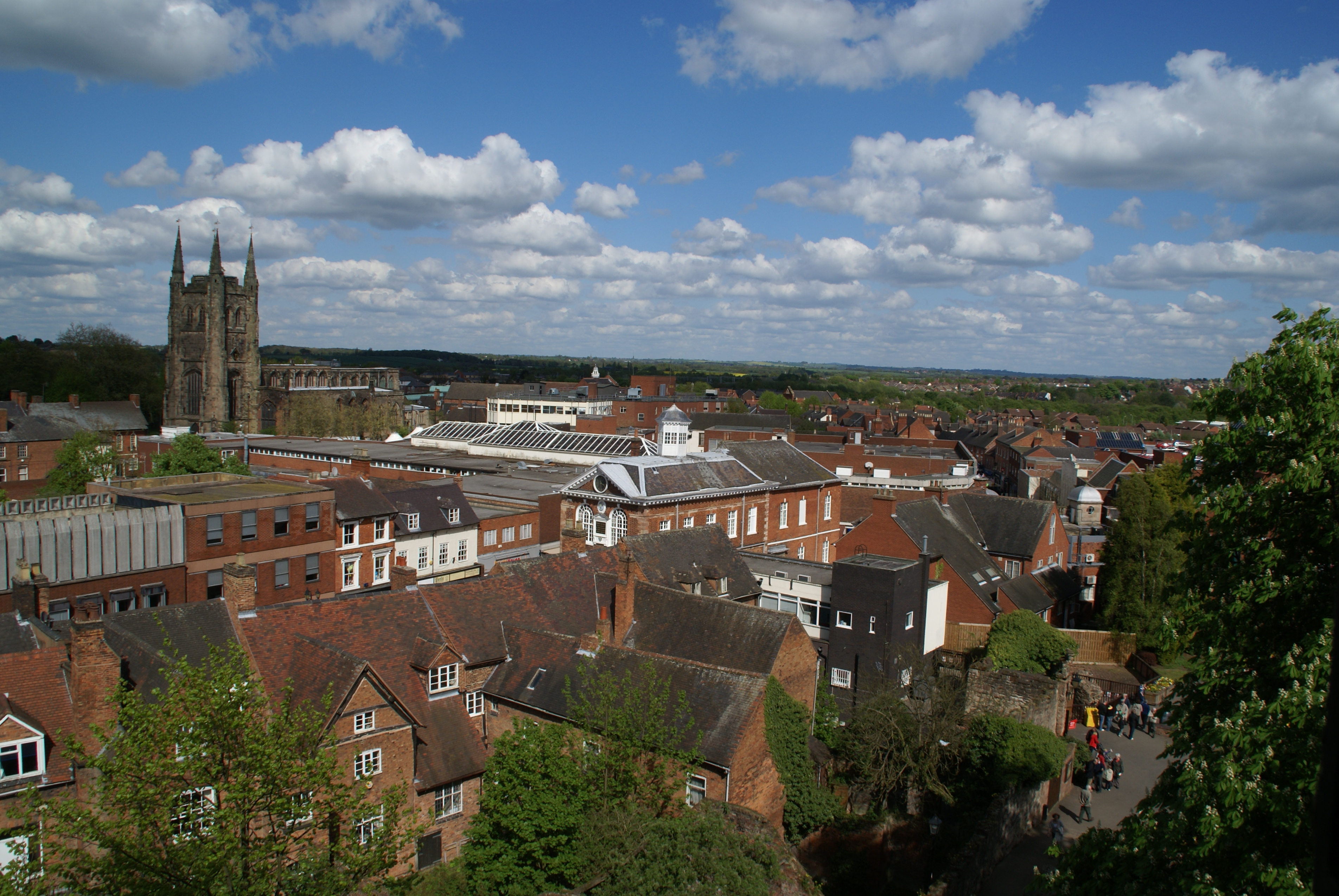
Vista de Tamworth

Tamworth é uma cidade australiana localizada na região da Nova Inglaterra, no estado da Nova Gales do Sul. Abrangendo o rio Peel, Tamworth é o principal centro regional da região da Nova Inglaterra e fica situado na área do governo local do conselho regional de Tamworth. Aproximadamente 318 quilômetros (198 milhas) da fronteira com o estado de Queenslândia, a cidade fica localizada quase a meio caminho entre Brisbane e Sydney, as duas maiores cidades da costa leste australiana. A sua população era de 42 255 habitantes, segundo o censo de 2015.